# Autophila hirsuta
Autophila hirsuta là một loài bướm đêm trong họ Erebidae.